# Filträd
Ett filträd (engelska: file tree) är en hierarkisk struktur för att sortera innehållet i ett filsystem.
- DOS-liknande operativsystem representerar ofta ett filsystem i form av separata enhetsbokstäver med individuella hierarkier, det vill säga en hierarki under A:, en under C: etc. Också till exempel VMS har ett liknande system.
- Unix-liknande operativsystem har ett enda filträd, där de olika filsystemen kan monteras in.

För enskilda användare är det framförallt viktigt att kunna hitta i hemkatalogen, där de egna filerna finns i de flesta månganvändarsystem (DOS, CP/M etc. har inte någon standard för hemkataloger).

## Typiskt filträd förWindows XP
```
   
C:\

   |
   +-- 
Windows

   |    |
   |    +-- 
Application
 
Data

   |    |
   |     ..
   |
   +-- 
Program

   +-- 
Documents and settings

        |
        +-- 
Användarnamn
 1

        |   |
        |   +--Mina dokument
        |      |
        |      +--Mina bilder
        |      +--Min musik
        |      +--Mina videoklipp
        +-- 
Användarnamn 2

        |
         ..
```

### Typiskt DOS-liknande filträd frånWindows 95
```
   
C:\

   |
   +-- 
Windows

   |    |
   |    +-- 
Application
 
Data

   |    |
   |     ..
   |
   +-- 
My Documents

        |
        +-- My 
Music

        +-- My Images
```

## Typiskt Unix-liknande filträd
```
   /
   |
   +-- bin/
   +-- etc/
   +-- 
home
/
   |   |
   |   +-- kalle/     ← kan ofta förkortas ~kalle/
   |   +-- pelle/
   |   +-- lisa/
   |   ..
   |
   +-- tmp/
   +-- mnt/
   |   |
   |   +-- 
cdrom
/
   |   +-- 
floppy
/
   |
   +-- dev/
   |   |
   |   +-- tape
   |   +-- null
   |   ..
   |
   +-- var/
   |   |
   |   +-- mail/
   |   +-- tmp/
   |       |
   |       +-- 
mp3
/
   ..
```